# Новоселицька сільська рада (Полонський район)
Новосе́лицька сільська́ ра́да — колишня адміністративно-територіальна одиниця та орган місцевого самоврядування в Полонському районі Хмельницької області. Адміністративний центр — село Новоселиця.

## Загальні відомості
Новоселицька сільська рада утворена в 1923 році.
- Територія ради: 5,807 км²
- Населення ради: 3 555 осіб (станом на 2001 рік)
- Територією ради протікає річка Хомора

## Населені пункти
Сільській раді підпорядковані населені пункти:
- с. Новоселиця
- с. Дубовий Гай

## Склад ради
Рада складається з 22 депутатів та голови.
- Голова ради: Сідорський Валентин Станіславович

### Керівний склад попередніх скликань
| Прізвище, ім'я, по батькові       | Основні відомості                                            | Дата обрання | Дата звільнення |
| --------------------------------- | ------------------------------------------------------------ | ------------ | --------------- |
| Сідорський Валентин Станіславович | Сільський голова, 1961 року народження, безпартійний         | 26.03.2006   | 01.02.2008      |
| Савчук Микола Іонович             | Сільський голова, 1952 року народження, член Народної партії | 01.06.2008   | 31.10.2010      |
| Сідорський Валентин Станіславович | Сільський голова, 1961 року народження, освіта вища          | 31.10.2010   |                 |

Примітка: таблиця складена за даними сайту Верховної Ради України

### Депутати
За результатами місцевих виборів 2010 року депутатами ради стали:

#### За суб'єктами висування
| Суб'єкт висування                                   | Кількість обраних депутатів | %    |
| --------------------------------------------------- | --------------------------- | ---- |
| Народна партія                                      | 9                           | 40,9 |
| Самовисування                                       | 5                           | 22,7 |
| Комуністична партія України                         | 3                           | 13,6 |
| Політична партія «Сильна Україна»                   | 2                           | 9,1  |
| Єдиний Центр                                        | 1                           | 4,5  |
| Партія регіонів                                     | 1                           | 4,5  |
| Політична партія Всеукраїнське об'єднання «Свобода» | 1                           | 4,5  |

#### За округами
| № округу                                            | Прізвище, ім'я, по батькові       | Дата визнання обраним | Освіта             | Партійна приналежність                    | Відомості про обраного депутата                        |
| --------------------------------------------------- | --------------------------------- | --------------------- | ------------------ | ----------------------------------------- | ------------------------------------------------------ |
| Єдиний Центр                                        |                                   |                       |                    |                                           |                                                        |
| 4                                                   | Венгер Наталія Володимирівна      | 05.11.2010            | вища               | член Єдиного Центру                       | Фонд Сталого Розвитку «Стара Волинь», волонтер         |
| Комуністична партія України                         |                                   |                       |                    |                                           |                                                        |
| 7                                                   | Грама Микола Анатолійович         | 05.11.2010            | середня            | позапартійний                             | тимчасово не працює                                    |
| 16                                                  | Самолюк Світлана Андріївна        | 05.11.2010            | вища               | позапартійна                              | Новоселицька сільська рада, інспектор військовій столу |
| 17                                                  | Чуб Тамара Сергіївна              | 05.11.2010            | середня            | позапартійна                              | тимчасово не працює                                    |
| Народна Партія                                      |                                   |                       |                    |                                           |                                                        |
| 6                                                   | Вільчинський Станіслав Мар'янович | 05.11.2010            | середня            | позапартійний                             | тимчасово не працює                                    |
| 8                                                   | Горшешнік Віктор Володимирович    | 05.11.2010            | вища               | член Народної партії                      | приватний підприємець                                  |
| 9                                                   | Пижова Марія Миколаївна           | 05.11.2010            | вища               | член Народної партії                      | Новоселицький СБК, бібіліотекар                        |
| 11                                                  | Савчук Микола Іонович             | 05.11.2010            | вища               | член Народної партії                      | тимчасово не працює                                    |
| 13                                                  | Ященко Людмила Григорівна         | 05.11.2010            | вища               | позапартійна                              | Новоселицький СБК, художній керівник                   |
| 14                                                  | Олійник Віктор Васильович         | 05.11.2010            | вища               | позапартійний                             | ТОВ МТС «Агропрормтехніка», зав. Складом               |
| 15                                                  | Ковальчук Сергій Миколайович      | 05.11.2010            | вища               | позапартійний                             | тимчасово не працює                                    |
| 18                                                  | Мельник Оксана Василівна          | 05.11.2010            | незакінчена вища   | позапартійна                              | Новоселицька сільська рада, бухгалтер                  |
| 21                                                  | Микитюк Любов Іванівна            | 05.11.2010            | середня            | член Народної партії                      | тимчасово не працює                                    |
| Партія регіонів                                     |                                   |                       |                    |                                           |                                                        |
| 2                                                   | Носуліч Володимир Васильович      | 05.11.2010            | вища               | член Партії регіонів                      | приватний підприємець                                  |
| Політична партія Всеукраїнське об'єднання «Свобода» |                                   |                       |                    |                                           |                                                        |
| 3                                                   | Стопа Павло Едуардович            | 05.11.2010            | незакінчена вища   | член Всеукраїнського об'єднання «Свобода» | приватний підприємець                                  |
| Політична партія «Сильна Україна»                   |                                   |                       |                    |                                           |                                                        |
| 10                                                  | Кирилішин Олександр Олександрович | 05.11.2010            | середня спеціальна | позапартійний                             | пенсіонер                                              |
| 12                                                  | Рибій Світлана Сергіївна          | 05.11.2010            | вища               | член Політичної партії «Сильна Україна»   | Новоселицька сільська рада, секретар                   |
| Самовисування                                       |                                   |                       |                    |                                           |                                                        |
| 1                                                   | Гаврилюк Віктор Вікторович        | 05.11.2010            | середня            | позапартійний                             | приватний підприємець                                  |
| 5                                                   | Щаслива Людмила Дмитрівна         | 05.11.2010            | вища               | позапартійна                              | Дитсадок «Журавлик», вихователь                        |
| 19                                                  | Демчук Роман Мар'янович           | 05.11.2010            | вища               | позапартійний                             | Кустовецька АЗПСО, зубний лікар                        |
| 20                                                  | Гончар Олексій Анатолійович       | 05.11.2010            | вища               | позапартійний                             | Новоселицька сільська рада, землевпорядник             |
| 22                                                  | Музика Юрій Іванович              | 05.11.2010            | вища               | позапартійний                             | тимчасово не працює                                    |